# Jean Cornu
Jean Cornu (Parigi, 1650 – Lisieux, 21 agosto 1710) è stato uno scultore francese, le cui opere sono state progettate soprattutto per i giardini della Reggia di Versailles.

## Biografia
Il padre di Cornu era originario di Dieppe, dove mandò il figlio a formarsi nell'atelier di uno scultore specializzato nell'avorio, anche se nessuna delle prime sue opere in questo campo ci è sopravvissuta. Lavorò regolarmente come "scultore ordinario" alla corte di Luigi XIV. Nel 1673 vinse il Grand Prix Colbert, in seguito noto come Prix de Rome. Nel 1678 vinse il secondo premio di scultura all'Accademia di Francia di Roma.
Colbert, primo ministro del re di Francia, stanziò un fondo per consentire a un gruppo di artisti francesi di soggiornare a Roma per studiare la scultura antica e realizzarne copie per la Reggia di Versailles. Cornu lavorò alla decorazione delle facciate del palazzo con figure allegoriche della musica e della poesia lirica e figure mitologiche come Calliope. Realizzò anche sculture per i giardini, come una copia in marmo dell'Ercole Farnese (a sua volta da una copia in gesso portata da Roma) e una figura allegorica dell'Africa, oltre a grandi vasi ornamentali con bassorilievi raffiguranti scene mitologiche classiche (notoriamente fotografati all'inizio del XX secolo da Eugène Atget). Collaborando con altri scultori, molte delle opere del palazzo non possono essere attribuite con certezza a un singolo artista, ma sono invece attribuite al gruppo di scultori che lavoravano per il re. I disegni per le sculture della facciata di Versailles erano di Charles Le Brun e Cornu e gli altri lavoravano sulla base di questi.
Divenne membro dell'accademia il 5 luglio 1681 e professore nel 1706.

## Opere notevoli
- Versailles, Reggia di Versailles:
  - L'Africa, statua in marmo, realizzata con Georges Sibrayque, facente parte della serie Les Quatre parties du monde della Grande Commande di Versailles. Restaurata, una copia sostituisce l'originale conservata all'orangerie del palazzo[2];
  - Ercole Farnese, copia in marmo della celebre statua antica, realizzata dal 1684 al 1686 ed eretta nel 1688 nel boschetto dell'île royale dei giardini di Versailles;
  - Vaso Medici decorato col sacrificio d'Ifigenia, 1683, realizzato a partire dal Vaso Medici, marmo, parterre di Latona[3]. L'originale antico è conservato a Firenze alla Galleria degli Uffizi;
  - Bacco, dal Vaso Borghese, marmo, parterre di Latona. L'originale antico è conservato a Parigi al Museo del Louvre;
  - due vasi all'antica in marmo, parterre di Latona;
  - La Musica, La Poesia Lirica, Zefiro, Talia, 1687-1688, statua in pietra di Tonnerre, facciata dell'ala nord della reggia[4].
- New York, Metropolitan Museum of Art: Venere consegna le armi ad Enea, 1704, gruppo in terracotta[5].